# Nunes (Vinhais)
Nunes é uma povoação portuguesa do Município de Vinhais que foi sede da extinta Freguesia de Nunes, freguesia que tinha 8,53 km² de área e 134 habitantes (2011), e, por isso, uma densidade populacional de 15,7 hab/km². 
A Freguesia de Nunes foi extinta (agregada), a partir de 29 de Setembro de 2014, tendo o seu território passado a fazer parte integrante da então criada União de Freguesias de Nunes e Ousilhão.

## População
| População da Freguesia de Nunes | População da Freguesia de Nunes | População da Freguesia de Nunes | População da Freguesia de Nunes | População da Freguesia de Nunes | População da Freguesia de Nunes | População da Freguesia de Nunes | População da Freguesia de Nunes | População da Freguesia de Nunes | População da Freguesia de Nunes | População da Freguesia de Nunes | População da Freguesia de Nunes | População da Freguesia de Nunes | População da Freguesia de Nunes | População da Freguesia de Nunes |
| ------------------------------- | ------------------------------- | ------------------------------- | ------------------------------- | ------------------------------- | ------------------------------- | ------------------------------- | ------------------------------- | ------------------------------- | ------------------------------- | ------------------------------- | ------------------------------- | ------------------------------- | ------------------------------- | ------------------------------- |
| 1864                            | 1878                            | 1890                            | 1900                            | 1911                            | 1920                            | 1930                            | 1940                            | 1950                            | 1960                            | 1970                            | 1981                            | 1991                            | 2001                            | 2011                            |
| 335                             | 354                             | 303                             | 286                             | 284                             | 276                             | 295                             | 360                             | 347                             | 437                             | 268                             | 277                             | 208                             | 187                             | 134                             |

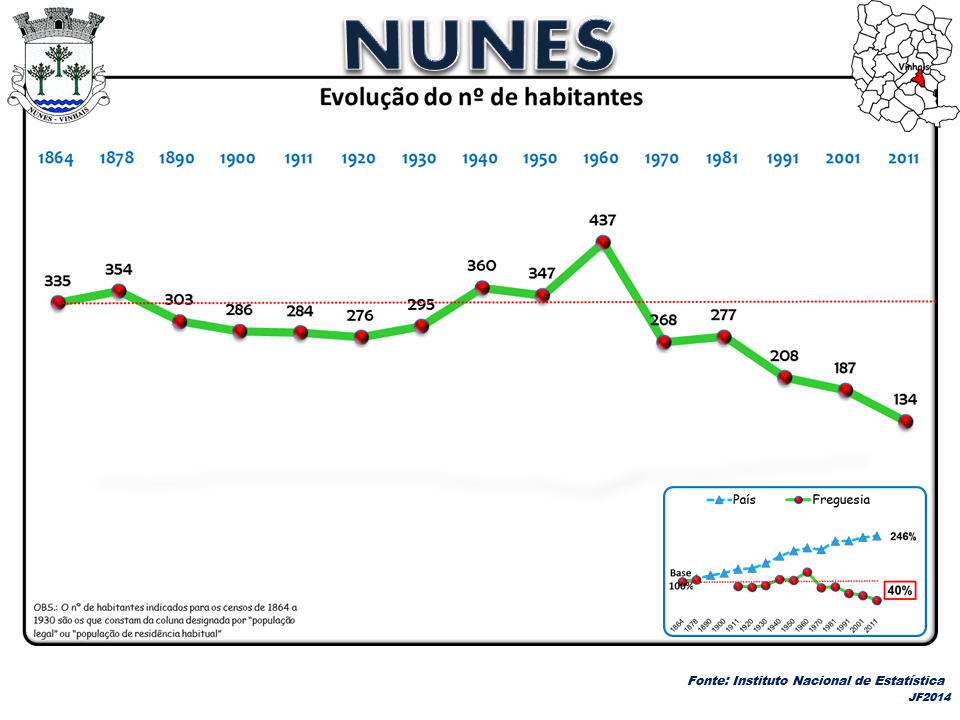
Evolução da População 1864 / 2011
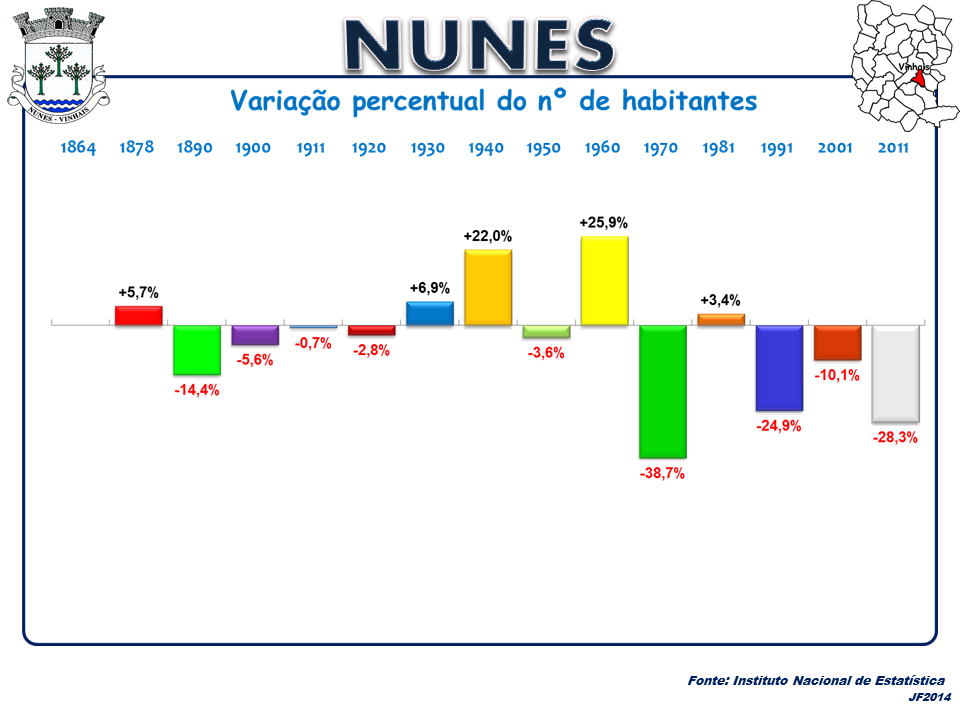
Variação da População 1864 / 2011
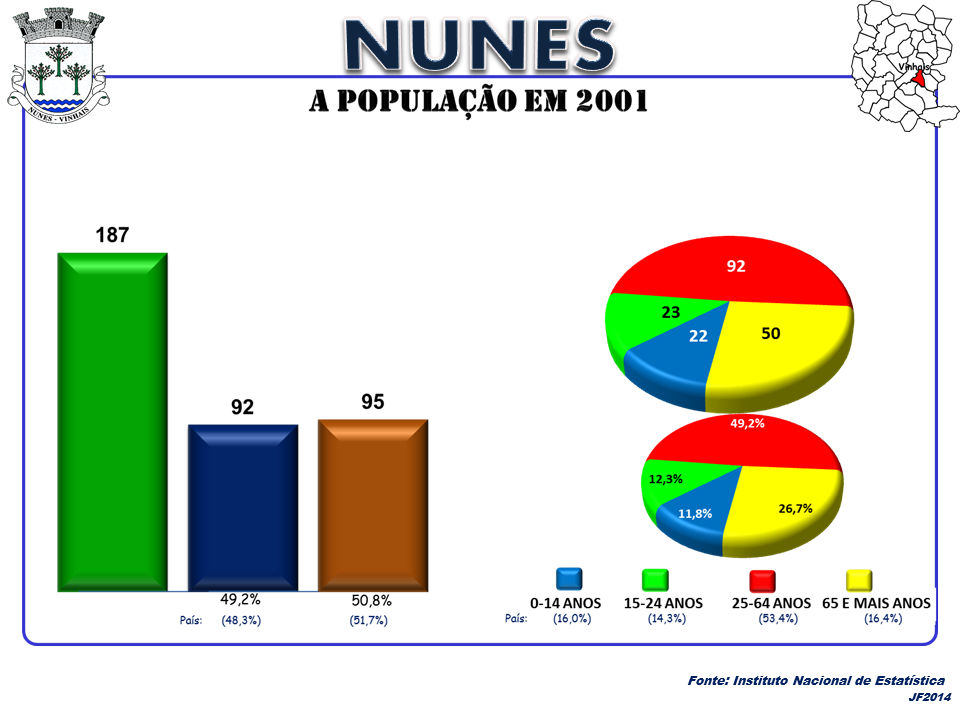
A População em 2001
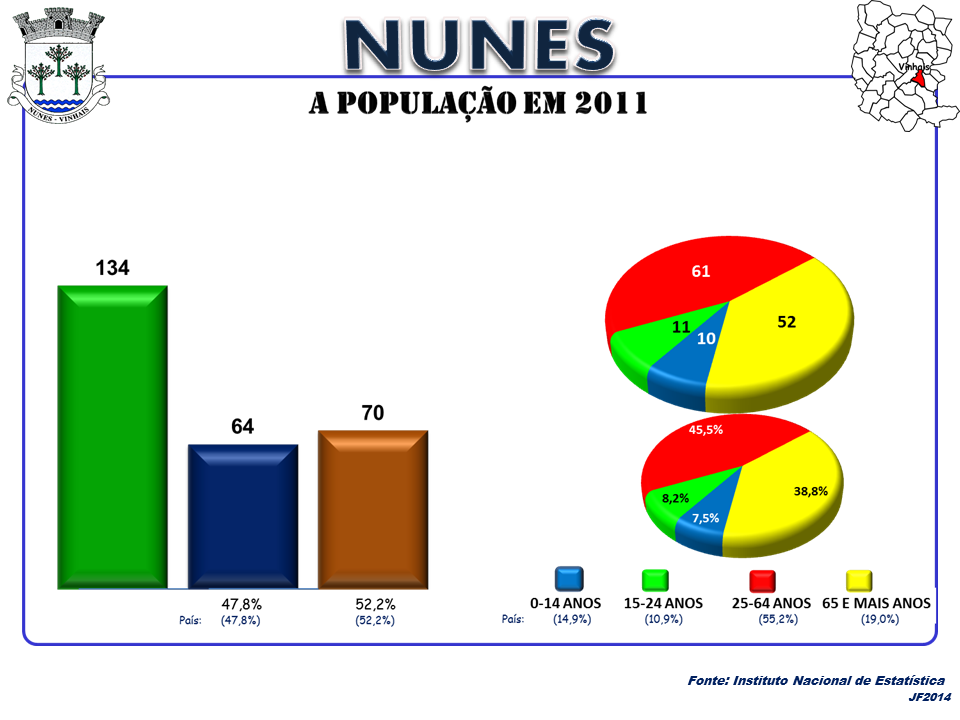
A População em 2011

## Património
- Igreja Paroquial de Nunes;
- Capela de Nossa Senhora dos Remédios.